# نون اسکولائه سد ویتائه دیسکیموس

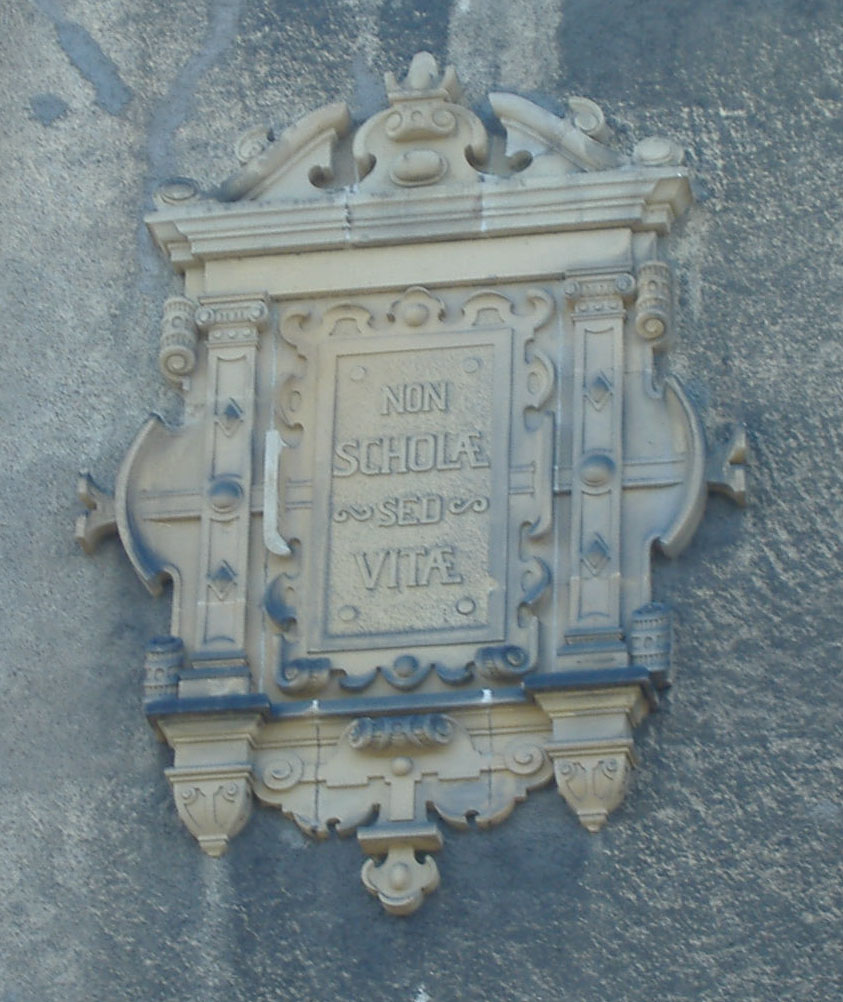
یک سنگ نوشته از این شعار در مدرسه‌ای در برمن در آلمان ۲۰۰۶

نه برای مدرسه بلکه برای زندگی Non scholae, sed vitae discimus یک شعار لاتین است که به‌معنای «درس می‌خوانیم نه برای مدرسه بلکه برای زندگی» می‌باشد و اشاره دارد به این‌که نه برای مدرسه و نه برای آموزگار بلکه برای حوادث و دشواری‌هایی که در زندگی رخ می‌دهند چیزی آموخته می‌شود. در حقیقت گفته اصلی به‌صورت Non vitae, sed scholae discimus به‌معنای «نه برای زندگی بلکه برای مدرسه درس می‌خوانیم» بوده‌است که سنکای جوان گفته‌است و منظور معکوسی داشته‌است چرا که سنکا به سودمندی تعالیم اسکولاستیک اعتقاد نداشت: «همانند هر فعالیّت دیگری، حتّی در دروس هم از بی‌اعتدالی رنج می‌بریم: برای زندگی درس نمی‌خوانیم بلکه برای مدرسه».
این جمله همچنین شعار بسیاری از مدارس در جهان است، و اغلب به‌صورت Non scholae, sed vitae یا «نه برای مدرسه بلکه برای زندگی» کوتاه شده‌است.